# Сейші

Анімація. Стояча хвиля (червона) утворюється як сума двох інших хвиль (зелена, синя), що розповсюджуються у взаємно протилежних напрямках

Се́йші (фр. seiches) — стоячі хвилі великого періоду, від кількох хвилин до десятків годин, амплітуда — від декількох міліметрів до декількох метрів, які виникають у замкнених водоймах під впливом різниці атмосферного тиску, сейсмічних явищ, згонів і нагонів води. Сейші — це коливання всієї маси води відносно центру водойми. Поверхня водойми набуває похилу, то в один, то в інший бік. Нерухома вісь, відносно якої коливається водна поверхня, називається вузлом сейші. Залежно від кількості вузлів сейші бувають одновузлові та багато вузлові.